# Gęsiówka

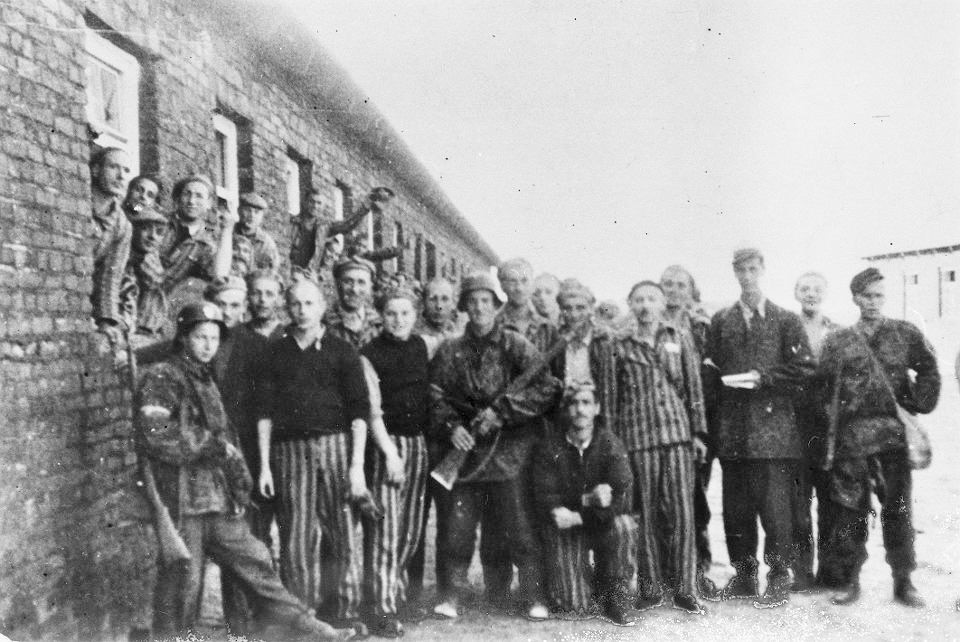
Židovští vězni a bojovníci odporu AK z „Batalionu Zośka“ po osvobození tábora v srpnu 1944

Gęsiówka je hovorové polské označení pro vězení, které existovalo na ulici Gęsia ve Varšavě, které se za německé okupace během druhé světové války stalo nacistickým koncentračním táborem.
V letech 1945 až 1956 sloužila Gęsiówka jako vězeňský a pracovní tábor, provozovaný nejprve sovětskou NKVD, poté polskou komunistickou tajnou policií (Ministerstwo Bezpieczeństwa Publicznego).
Původně šlo o velkou vojenskou věznici vybudovanou nacisty během druhé světové války. Měla sloužit k hromadné internaci lidí, kteří sem byli umísťováni a to téměř vždy bez řádného soudu. Roku 1944 již v Polsku oficiálně žádní Židé nežili, kromě hrstky jedinců, kteří se schovávali po domácnostech. A poté asi 400 Židů z různých koutů Evropy, kteří přežívali na půdě bývalého varšavského ghetta Gęsiówka. Tábor byl v likvidaci a tak židovští vězni museli zlikvidovat zbývající stopy zločinců, než byli sami deportováni do vyhlazovacího tábora. Celá stavba byla opevněna, nacisté ji doplnili o několik bunkrů uvnitř i vně věznice. Pro povstalce bylo velmi těžké věznici dobýt a tak se po několika neúspěšných pokusech velitelé rozhodli odložit další útoky na příznivější dobu. Nakonec elitní jednotka „Zośka“ na vlastní žádost provedla útok a osvobodila 383 vězňů z 383. Většina těchto osvobozených Židů nakonec vstoupila do Zemské armády a bojovala až do úplného konce.

## Husí farma
Tábor Gesiowka (též nazýván Husí farma) se zapsal do historie dne 5. srpna 1944, kdy byl osvobozen během varšavského povstání. Celé povstání řídil Zemský odboj a jeho cílem bylo porazit německé okupanty a zajistit politickou stabilitu poválečného Polska. Hlavními odbojáři byli polští skauti, tato organizace vznikla již před druhou světovou válkou. Nazývali se harcery, podle označení polského skautského hnutí. V odboji byl stanoven minimální věk pro přijetí na sedmnáct let, později bylo nutné organizaci rozšířit a věkovou hranici snížit. Dále vznikly další organizace jako Šedivé či Šedé řady nebo zástupy, ty spolupracovaly se Zemskou armádou. Ženy a dívky byly cvičeny na "jemnější" práce typu ošetřovatelky, pečovatelky, listonošky a spojky. Nicméně před německými vojáky ušetřeny nebyly. Za povstání utrpěly ztráty, byly vyvražďovány a Němci tímto způsobem prosazovali svou moc.

## Propuknutí povstání
V době propuknutí povstání se Polsko nacházelo ve složité situaci. Němci ustupovali před tlakem Rudé armády, nicméně ta nemohla být za žádných okolností vnímána jako spojenec, či dokonce jako osvoboditel Polska. Z historie víme, že právě Stalin byl příznivcem Hitlerova režimu a v letech 1943-1944 zaútočil na Polsko, nechal povraždit polské důstojníky v Katyni a tím vyvolal ostrý konflikt mezi Polskem, Ruskem, Velkou Británií a Spojenými státy americkými. Pro VB a USA bylo prvořadé zničit vliv Hitlera a to i za tu cenu, že potopí polskou nezávislost.
Začátek povstání provázely kruté bitvy o každou ulici a čtvrť. Zemská armáda vzdorovala německé palbě a Heinrich Himmler tak vydal rozkaz srovnat město se zemí (což se mu nakonec podařilo). Němci začali vytvářet živé štíty z civilistů, ale ani tak se jim nepodařilo zlomit odpor povstalců, obzvlášť pak harcerské jednotky.
Součástí povstání byla i krutost jednotek Dirlewangerovy brigády SS, jejíž členové byli spodinou společnosti, většinou s kriminální minulostí. Dirlewangerovi muži vraždili polské raněné, zajaté sestry bičovali, znásilňovali a poté zabili.
Poslední naději na porážku Němců upínalo zdecimované Polsko k Rudé armádě. Rudá armáda měla prostředky k osvobození hlavního města, nicméně Stalin chtěl posílit vliv komunismu v Polsku a tak proti Němcům nezasáhl. Nechal je prosadit svou ideologii a dokončit rasovou čistku. Záměrně znemožňoval plynulost dodávek zásob pro povstalce, aby později mohl uvolnit část svých zásob a před světem vystupovat jako vůdce se snahou pomoci.

## Konec povstání
Dvouměsíční boj varšavského povstání byl vojensky poražen. Němci přijali Zemskou armádu jako partnera k vyjednávání o kapitulaci, nicméně Varšavu srovnali se zemí. Sověti ji obsadili roku 1945 a osvobozený koncentrační tábor "Husí farma" opět uvedli do provozu. Tentokrát sloužil pro bojovníky Zemské armády a další osoby vystupující proti režimu. Sovětský režim tedy Polsko neosvobodil, ale zneužil k prosazení svých mocenských cílů.